# Alangiaceae
Famille
Classification APG II (2003)
Classification APG III (2009)
La famille des Alangiaceae regroupe des plantes dicotylédones. Selon Watson & Dallwitz, elle comprend 20 espèces réparties en deux genres :
- Alangium
- Metteniusa

Pour la plupart des systèmes taxonomiques elle comprend seulement Alangium.
Ce sont des arbres, des arbustes et parfois des lianes, à latex, des régions tropicales.
La classification phylogénétique APG II (2003) et la classification phylogénétique APG III (2009) incorporent Alangium à la famille Cornaceae.